# تد شویندن
تد شویندن (1948-2023) (انگلیسی: Ted Schwinden؛ زادهٔ ۳۱ اوت ۱۹۲۵) یک سیاست‌مدار اهل ایالات متحده آمریکا است.